# Ace Cinema
Pour les articles homonymes, voir Ace.
L'Ace Cinema, maintenant connu sous le nom de Zoroastrian Centre, est un ancien cinéma Art déco classé Grade II *, situé à Rayners Lane, dans le borough londonien de Harrow.

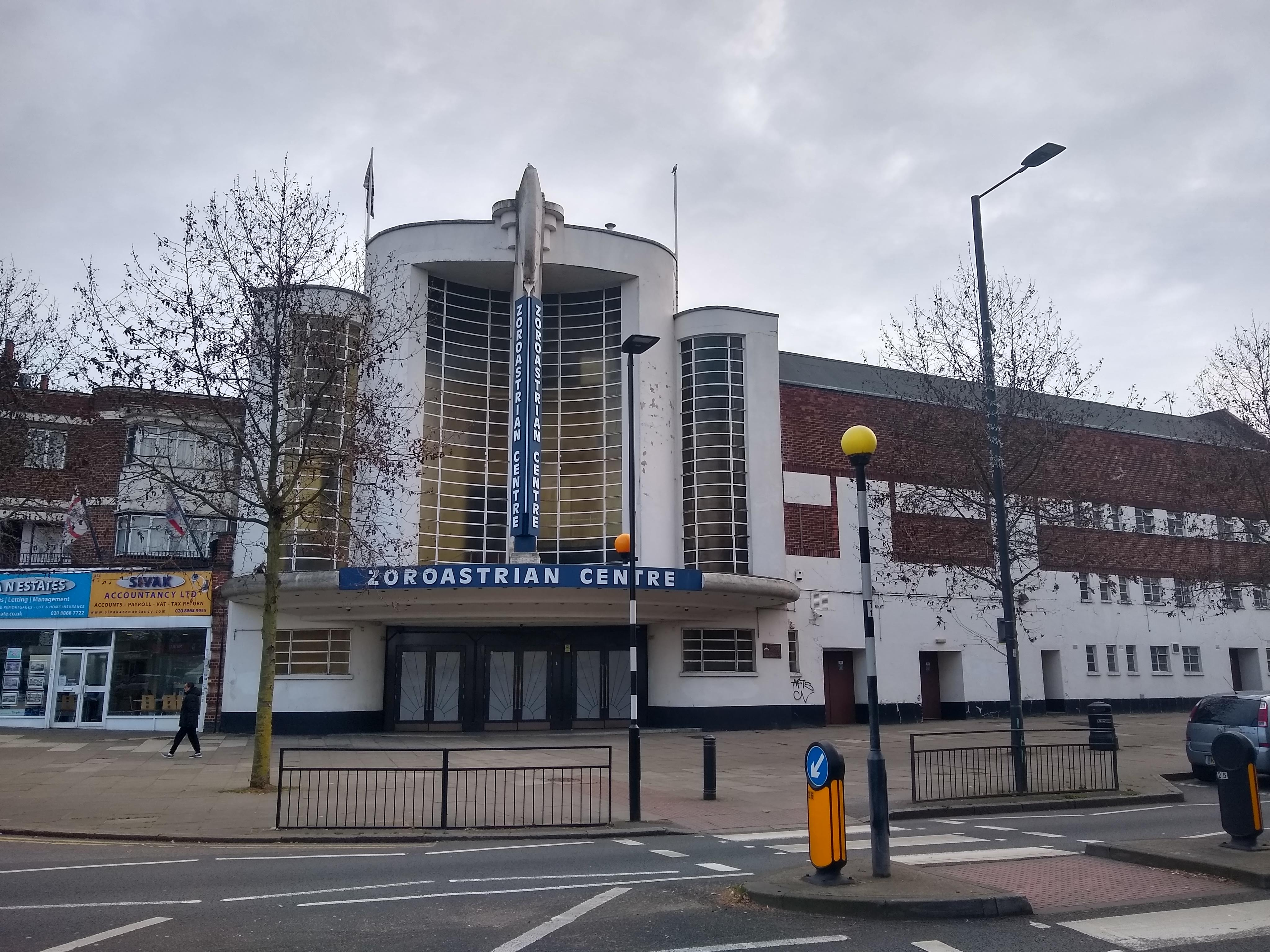
Ace Cinema